# Alfred Martin
Alfred Martin (ur. 24 lipca 1882 na Łużycach Górnych, zm. 11 czerwca 1979 w Monachium) – niemiecki taternik, alpinista, narciarz wysokogórski, historyk, socjolog i profesor uniwersytecki.

## Życiorys
Alfred Martin był najbardziej aktywny jako taternik w latach 1905–1908, podczas swoich studiów we Wrocławiu. Alpinizm uprawiał od 1900 roku. Jego tatrzańskimi partnerami wspinaczkowymi byli zazwyczaj taternicy niemieccy – Ernst Dubke, Günter Oskar Dyhrenfurth i Hermann Rumpelt, wspinał się także z Węgrem Gyulą Komarnickim i przewodnikami Johannem Breuerem i Johannem Franzem seniorem. Oprócz wspinaczki letniej aktywnie wspinał się w zimowym krajobrazie, czym wywarł wpływ na szybki rozwój taternictwa zimowego. Z polskimi taternikami utrzymywał dobre stosunki, w 1977 roku został honorowym członkiem Polskiego Związku Alpinizmu.
Alfred Martin był także autorem kilku wspomnień taternickich, które zostały opublikowane w austriackich, szwajcarskich, niemieckich i spiskoniemieckich czasopismach alpinistycznych. W 1907 roku ukazał się w „Taterniku” przekład jego artykułu pod tytułem Wielkanoc w Tatrach, w którym opisał swoje zimowe wejścia na m.in. Wysoką. W swoich tekstach krytycznie omawiał działalność tatrzańską Karola Englischa, a także charakteryzował tereny narciarstwa wysokogórskiego w Tatrach.

## Ważniejsze tatrzańskie osiągnięcia wspinaczkowe
- pierwsze wejście na Smoczy Szczyt, wraz z Breuerem
- pierwsze zimowe wejście na Kończystą, samotnie
- pierwsze zimowe wejście na Staroleśny Szczyt, wraz z Ernstem Dubke i przewodnikami
- pierwsze zimowe wejście na Kieżmarski Szczyt, wraz z Dyhrenfurthem
- pierwsze zimowe wejście na Huncowski Szczyt, wraz z Dyhrenfurthem
- pierwsze zimowe wejście na Mały Kieżmarski Szczyt, wraz z Dyhrenfurthem
- pierwsze zimowe wejście na Mięguszowiecki Szczyt, wraz z Ernstem Dubke i przewodnikami
- pierwsze zimowe wejście na Koprowy Wierch, wraz z Baurem
- pierwsze zimowe wejście na Szczyrbski Szczyt, wraz z Baurem
- pierwsze zimowe wejście na Furkot, wraz z Baurem i towarzyszem
- pierwsze wejście na Sępią Turnię, wraz z Franzem seniorem
- pierwsze wejście na trzy Papirusowe Turnie, wraz z Franzem seniorem
- wejście na Ganek (pierwsze niepolskie, 12 sierpnia 1907), wraz z Franzem seniorem[2]
- pierwsze wejście na Harnaską Turnię, samotnie
- pierwsze zimowe wejście na Tępą, samotnie
- pierwsze wejście na czterowierzchołkową Sławkowską Kopę, samotnie.